# Генерал (игра)
«Генерал» — компьютерная игра, разработанная компанией NewGame Software в 1999 году. Распространяется по лицензии freeware. С 2001 года работает игровой сервер General Online.

## Описание игры
«Генерал» — это пошаговая стратегия. Игрок является руководителем государства. Цель игрока — захватить все другие государства. Всего на карте может быть от 2 до 20 государств. В игре применяется режим одновременной обработки хода, что делает игру равноценной для всех игроков.
Игрок управляет экономикой, наукой, нанимает учёных и солдат, покупает генералов. Генералы имеют несколько характеристик: возраст, мастерство, ум (способность к учёбе), скорость и моральный дух. Генералов можно поставить во главе армии для нападения на другое государство или защиты своего.
В игре присутствует поддержка многопользовательского режима. Можно играть через локальную сеть, по модему, через параллельный (LPT) или последовательный (COM) порты. Поддерживается игра нескольких игроков на одном компьютере (Hotseat). С 2001 года работает игровой сервер для игры через Интернет.

## Игровой сервер General Online
Игровой сервер General Online помогает найти соперника для игры через Интернет. Кроме того, он ведет архив игр и рейтинг игроков. Для каждого игрока есть отдельная страничка с подробной статистикой и списком игр, в которых он принимал участие.

## Пресса об игре
- «Достоинства: реинкарнация давно забытого поджанра, легкость в освоении, сильный АI. Недостатки: нет дипломатии, аскетичная графика. Резюме: Билл! Гейтс! Нафиг нам „Сапер“? Включите в поставку Windows „Генерала“!»

«Страна Игр» № 10 [43] май 1999, оценка: 6.5 Полная версия обзора